# Namanereis tiriteae
Namanereis tiriteae är en ringmaskart som först beskrevs av Winterbourn 1969.  Namanereis tiriteae ingår i släktet Namanereis och familjen Nereididae.
Artens utbredningsområde är havet kring Nya Zeeland. Inga underarter finns listade i Catalogue of Life.